# Česká Pojišťovna Cup 1998
Der Česká Pojišťovna Cup 1998 war die fünfte Austragung des seit 1994 in Tschechien stattfindenden Eishockeyturniers und die erste unter dem neuen Namen Česká Pojišťovna Cup. Das Turnier war 1996 Teil der neu stattfindenden Euro Hockey Tour, an der die Nationalmannschaften Schwedens, Tschechiens, Russlands und Finnlands um den inoffiziellen Titel der besten europäischen Nationalmannschaft kämpfen.
Die Spiele des Jahres 1998 fanden vom 3. bis 6. September vor insgesamt 22.770 Zuschauern in Zlín statt. Die Schwedische Nationalmannschaft gewann zum ersten Mal das Turnier.

## Spiele
| 3. September 1998 | Russland | 0:3 (0:0, 0:1, 0:2) | Schweden Per Eklund (35:12) Johan Lindblom (43:30) Per Eklund (53:26) | Zimní stadion Luďka Čajky, Zlín Zuschauer: 1.174 |

| 3. September 1998 | Tschechien Pavel Patera (12:40) | 1:2 (1:0, 0:1, 0:1) | Finnland Juha Ikonen (20:30) Jarkko Ruutu (27:42) | Zimní stadion Luďka Čajky, Zlín Zuschauer: 4.946 |

| 4. September 1998 | Schweden Samuel Påhlsson (25:33) Johan Lindbom (42:28) Johan Lindblom (45:13) Magnus Wernblom (51:29) | 4:1 (0:1,1:0,3:0) | Finnland Sami Ahlberg (10:37) | Zimní stadion Luďka Čajky, Zlín Zuschauer: 2.065 |

| 5. September 1998 | Tschechien Jiří Dopita (8:31) Jan Hlaváč (30:16) David Výborný (42:36) | 3:3 (1:0, 1:2, 1:1) | Russland Juri Buzajew (23:49) Maxim Afinogenow (28:36) Alexei Kudaschow (40:23) | Zimní stadion Luďka Čajky, Zlín Zuschauer: 6.474 |

| 6. September 1998 | Finnland Petteri Nummelin (23:52) Niko Kapanen (54:22) | 2:0 (0:0, 1:0, 1:0) | Russland | Zimní stadion Luďka Čajky, Zlín Zuschauer: 1.123 |

| 6. September 1998 | Tschechien | 0:0 (0:0, 0:0, 0:0) | Schweden | Zimní stadion Luďka Čajky, Zlín Zuschauer: 6.988 |

## Tabelle
| Pl. | Nationalmannschaft | Sp | S | U | N | Tore | Punkte |
| 1.  | Schweden           | 3  | 2 | 1 | 0 | 7:1  | 5      |
| 2.  | Finnland           | 3  | 2 | 0 | 1 | 5:5  | 4      |
| 3.  | Tschechien         | 3  | 0 | 2 | 1 | 4:5  | 2      |
| 4.  | Russland           | 3  | 0 | 1 | 2 | 3:8  | 1      |

## Statistik

### Beste Scorer
Abkürzungen:  Sp = Spiele, T = Tore, V = Assists, Pkt = Punkte; Fett:  Turnierbestwert
| Spieler         | Team       | Sp | T | V | Pkt |
| --------------- | ---------- | -- | - | - | --- |
| Per Eklund      | Schweden   | 3  | 2 | 2 | 4   |
| Johan Lindbom   | Schweden   | 3  | 3 | 0 | 3   |
| Samuel Påhlsson | Schweden   | 3  | 1 | 2 | 3   |
| Magnus Wernblom | Schweden   | 3  | 1 | 1 | 2   |
| Jan Hlaváč      | Tschechien | 3  | 1 | 1 | 2   |
| David Výborný   | Tschechien | 3  | 1 | 1 | 2   |
| Jiří Dopita     | Tschechien | 3  | 1 | 1 | 2   |
| Jarkko Ruutu    | Finnland   | 3  | 1 | 1 | 2   |

### Beste Torhüter
Abkürzungen: Sp = Spiele, Min = Eiszeit (in Minuten), GT = Gegentore, SaT = Schüsse aufs Tor, Sv% = gehaltene Schüsse (in %); Fett: Turnierbestwert
| Spieler         | Team       | Sp | Min    | GT | SaT | Sv%   |
| --------------- | ---------- | -- | ------ | -- | --- | ----- |
| Johan Hedberg   | Schweden   | 2  | 120:00 | 0  | 54  | 100,0 |
| Vesa Toskala    | Finnland   | 2  | 120:00 | 1  | 67  | 98,5  |
| Milan Hnilička  | Tschechien | 2  | 118:37 | 2  | 51  | 96,0  |
| Magnus Eriksson | Schweden   | 1  | 60:00  | 1  | 19  | 94,7  |
| Maxim Sokolow   | Russland   | 1  | 60:00  | 2  | 26  | 92,3  |
| Roman Čechmánek | Tschechien | 1  | 60:00  | 3  | 29  | 89,6  |

## Auszeichnungen
All-Star-Team
| Tor          | Vesa Toskala                                |
| Verteidigung | Libor Procházka – Petteri Nummelin          |
| Angriff      | Maxim Afinogenov – Jiří Dopita – Per Eklund |

Spielertrophäen
| Bester Torhüter    | Johan Hedberg    |
| Bester Verteidiger | Petteri Nummelin |
| Bester Stürmer     | Jiří Dopita      |